# Madras Times
The Madras Times was een Engelstalige krant, die in de periode 1835-1921 uitkwam in de Madras Presidency.
Volgens historicus S. Muthiah werd het blad in 1835-1836 opgericht en kwam het toen eens in de twee weken uit. De meeste bronnen noemen 1859 als jaar van oprichting, het jaar waarin de krant zou zijn aangekocht door Gantz and Sons. Het blad werd in 1860 een dagelijks verschijnende krant en in de decennia erna maakte het zijn bloeitijd door. In de jaren zestig werd de krant inhoudelijk geleid door Charles Cornish en Henry Cornish. De twee kregen echter onenigheid met het management en vertrokken vervolgens om The Mail op te richten, dat een grote concurrent werd van The Madras Times. In de jaren 70 en 80 was de hoofdredacteur William Digby Seymour. In 1921 werd de krant gekocht door zakenman John Oakshott Robinson. Daarna fuseerde de krant met The Mail.
The Madras Times was een liberale krant, die een goede relatie voorstond tussen de Britten en de Indiase bevolking.